# Bogotazo

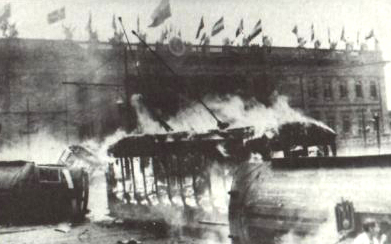
En brinnande spårvagn framför Colombias kongressbyggnad i Bogotá.

Bogotazo, spanska "ödeläggelse", "förstörelse", "undergång", var en av de våldsammaste kravallerna i Latinamerikas och Colombias historia, som rasade efter mordet på Jorge Eliécer Gaitán den 9 april 1948.
Händelserna tog sin början i huvudstadens centrum, precis utanför porten till den liberale ledaren Jorge Eliécer Gaitáns kontor, när en ung man vid namn Juan Roa Sierra besköt politikern. Tre kulor träffade Gaitán som dog bara några minuter efter att ha nått sjukhuset.
Vittnena till händelsen förvandlades till en blodtörstig mobb som genast tog upp jakten på förövaren och dödade honom. Denna händelse frammanade en nationell revolt mot den konservativa regeringen, ledd av Mariano Ospina Pérez, vars avgång man krävde.
Mordet gav upphov till en omfattande plundrings- och våldsvåg med epicentrum vid mordplatsen, vid Carrera séptima som först spred sig i staden för att senare spridas över hela Colombia. Mobben angrep allt som inte föll den i smaken: spårvagnar, kyrkor, regeringsbyggnader och så vidare.
Till en början försökte polismakten hålla revolten i schack men enigheten inom statsmakten sprack och en del poliser och soldater gick över till upprorsmakarnas sida medan den andra delen förblev de konservativa trogna och öppnade eld mot rebellerna.
Resultatet av hela händelsen var tusentals döda och skadade och en förstörd stad — detta var invigningen av en epok av våld på nationellt plan, La Violencia. Historikerna är mer eller mindre eniga över att denna episod i Colombias historia spelade och spelar en stor roll i skapandet av gerillarörelserna, FARC och ELN, som spelar en central roll i det politiska kaoset i dagens Colombia.